# Давидовская, Валентина Александровна
Валентина Александровна Давидовская — советский хозяйственный и политический деятель.

## Биография
Родилась в 1947 году. Член КПСС с 1970 года.
Окончила профессионально-техническое училище в Жданове.
В 1968—1991 гг. — маляр, бригадир маляров Ждановского домостроительного комбината Министерства строительства Украинской ССР.
Избиралась депутатом Верховного Совета СССР 11-го созыва. Делегат XXVI съезда КПСС.
Жила в Мариуполе.

## Награды
- Орден Трудового Красного Знамени
- Орден Знак Почёта